# Ron Jones (compositeur)
Pour les articles homonymes, voir Ron Jones.
Ron Jones, né en 1954, est un compositeur de musiques de films.

## Filmographie
- 1985 : Naked Vengeance
- 1986 : Kidnapped
- 1986 : Future Hunters
- 1987 : Return of the Kickfighter
- 1987 : The Fighter
- 1987 : La Bande à Picsou (DuckTales) (série télévisée)
- 1988 : Not Another Mistake
- 1989 : Tic et Tac, les rangers du risque (Chip 'n Dale Rescue Rangers) (série télévisée)
- 1990 : Real Bullets
- 1995 : 2040: Possibilities by Edward de Bono
- 1996 : Larry & Steve
- 1999 : Les Griffin (Family Guy) (série télévisée)
- 2005 : Family Guy Presents: Stewie Griffin - The Untold Story (vidéo)